# أمل رزق
أمل رزق (22 نوفمبر 1974 -)، ممثلة مصرية.

## عن حياتها
ولدت أمل رزق في مدينة القاهرة عام 1974، وعاشت جزء من طفولتها ومراهقتها في المملكة العربية السعودية حيث كان والدها صاحب صيدلية ولكنها عادت إلى مصر من أجل دراستها الجامعية. انتسبت إلى المعهد العالي للفنون المسرحية وتزوجت وعمرها فقط 19 عاماً من المنتج إسماعيل كتكت الذي كان صديق للعائلة.
اشتهرت بالتمثيل بعدد من المسلسلات التلفزيونية، بدأت مسيرتها عام 1994 في مسلسل العائلة.

## أعمالها
عملت أمل في عديد من المسلسلات والأفلام ومسرحيات، في اكث من 50 عمل وكانت في أول أعمالها الفنية كان بالمشاركة في دور صغير في مسلسل «العائلة» مع الفنان محمود مرسي وليلى علوي ومن إخراج إسماعيل عبد الحافظ عام 1994.

### من المسلسلات
| - للحب فرصة أخيرة: 2018 - أفراح القبة:2016-أم كرم - ليلة:2016 - الطبال:2016-ست الحسن - مريم:2015 - النايت:2015 - كلام على ورق:2014-صافينار - ستائر الخوف:2014 - العنيدة:2011 - آدم:2011-سهام (زوجة سيف الحديدى) - مذكرات سيئة السمعة:2010 - سامحني يا زمن:2010-نسرين - القطة العميا:2010-الراهبة ماريان - أنا قلبي دليلي:2009-راقية إبراهيم - أيام الرعب والحب:2008 | - أسمهان:2008-أمينة البارودي - قيود من نار:2007 - عسكر و حرامية:2007 - العقاب:2007 - دعوة فرح:2006 - أحلام لا تنام:2006 - علي جناح التبريزي:2005 - قلبي يناديك:2004 - يا ورد مين يشتريك:2004 - أيامنا:2004 - أبيض x أبيض:2003 - أولاد الأكابر:2003 - الأصدقاء:2002-أخت المستشار رأفت - العطار والسبع بنات:2002 | - اللؤلؤ المنثور:2002 - الإمبراطور:2002 - الوجه الغامض:2001 - عيال محظوظة:2001 - تلال الغضب:2001 - للعدالة وجوه كثيرة:2001-زوبة - نساء في الغربة:2000 - الجاني مين:2000 - عندما تثور النساء:2000 - الحب له أوان:2000 - ع الحلوه والمره:1999 - شباب رايق جدا:1998-سلوى - أم العروسة:1998 | - السيرة الهلالية (ج1، 2):1997، 1998-الأميرة شيحا - مرفوع مؤقتا من الخدمة:1997-كبايه - شيء من الحنان:1997 - أحلام كو:1996 - نقوش من ذهب ونحاس:1996 - شارع المواردي (ج2):1995 - ليالي الحلمية (ج5):1995-نهلة - العائلة:1994-عزة - أيام المنيرة:1994-سامية - ليلى زمانها جايه:1992 - ولدي - جراح العمر - زمن عايش |

| \| - أهواك:2015-نجوى قابيل - اللي جاي أحسن:2014 - فبراير الأسود:2013-اخلاص - جيم أوفر:2012 - غلط البنات:1994 \| - 85 جنايات:1993 - الشرسة:1993 - جيل آخر زمن:1991 - هيام-سلوى \| | - توم وشيري:2017 مسلسل اذاعي - أحلام كومبارس:2010-أحلام سباعية - الحلو مايكملش:1997 فوازير - زمن السقوط: سهرة تليفزيونية - الحب أقوى: سهرة تليفزيونية |
| - أهواك:2015-نجوى قابيل - اللي جاي أحسن:2014 - فبراير الأسود:2013-اخلاص - جيم أوفر:2012 - غلط البنات:1994                                                                        | - 85 جنايات:1993 - الشرسة:1993 - جيل آخر زمن:1991 - هيام-سلوى                                                                                         |

## روابط خارجية
- أمل رزق على موقع IMDb (الإنجليزية)
- أمل رزق على موقع الدهليز
- أمل رزق على موقع قاعدة بيانات الأفلام العربية